# Мю Льва
μ Льва (лат. μ Leonis) — звезда, которая находится в созвездии Лев на расстоянии около 124 световых лет от нас. Вокруг звезды обращается, как минимум, одна планета.

## Характеристики
μ Льва — звезда 3,88 видимой звёздной величины и видна невооружённым глазом. Она известна с древности и имеет традиционное название «Расалас» (от араб. Ras al Asad‎), что означает «голова льва». Она представляет собой оранжевый гигант с массой и радиусом, равными 1,5 и 11,4 солнечных соответственно. Температура поверхности составляет приблизительно 4538 кельвинов. Светимость звезды превышает солнечную в 62,6 раза. Тяжёлых элементов в составе звезды больше, чем в Солнце в 2,3 раза. Возраст μ Льва астрономами оценивается приблизительно в 3,35 миллиардов лет.

## Планетная система
В 2014 году группа корейских астрономов, работающая с эшелле-спектрографом BOES, объявила об открытии планеты μ Льва b в системе. Она имеет массу, равную 2,4 массы Юпитера и обращается по слабоэллиптической орбите с большой полуосью 1,1 а. е., совершая полный оборот за 357,8 суток.